# Северни железнички мост
Северни железнички мост је мост преко Дунава, који се налази у Бечу. Један је до два железничка моста у граду, поред Железничког моста Стадтлауер. Мост повезује општине Бригитенау и Флоридсдорф. Отворен је 1870. године, реконструисан 1957. године, а у периоду од 1945. до 1957. године био је затворен за саобраћај.
Током изградње електране која се налазила низводно на Дунаву, мост тежак 7000 тона је морао да се подигне за 170 цм како би се одржала висина од осам метара пролаза за опрему за изградњу. У ту сврху саобраћај на мосту заустављен је две недеље у августу 1992. године.